# Slaměnka listenatá
Slaměnka listenatá (Xerochrysum bracteatum) je rostlina z čeledi hvězdnicovitých. Pochází z Nové Guineje a Austrálie, celosvětově je pěstována pro svoje květy, které se využívají k řezu a do suchých vazeb.

## Popis

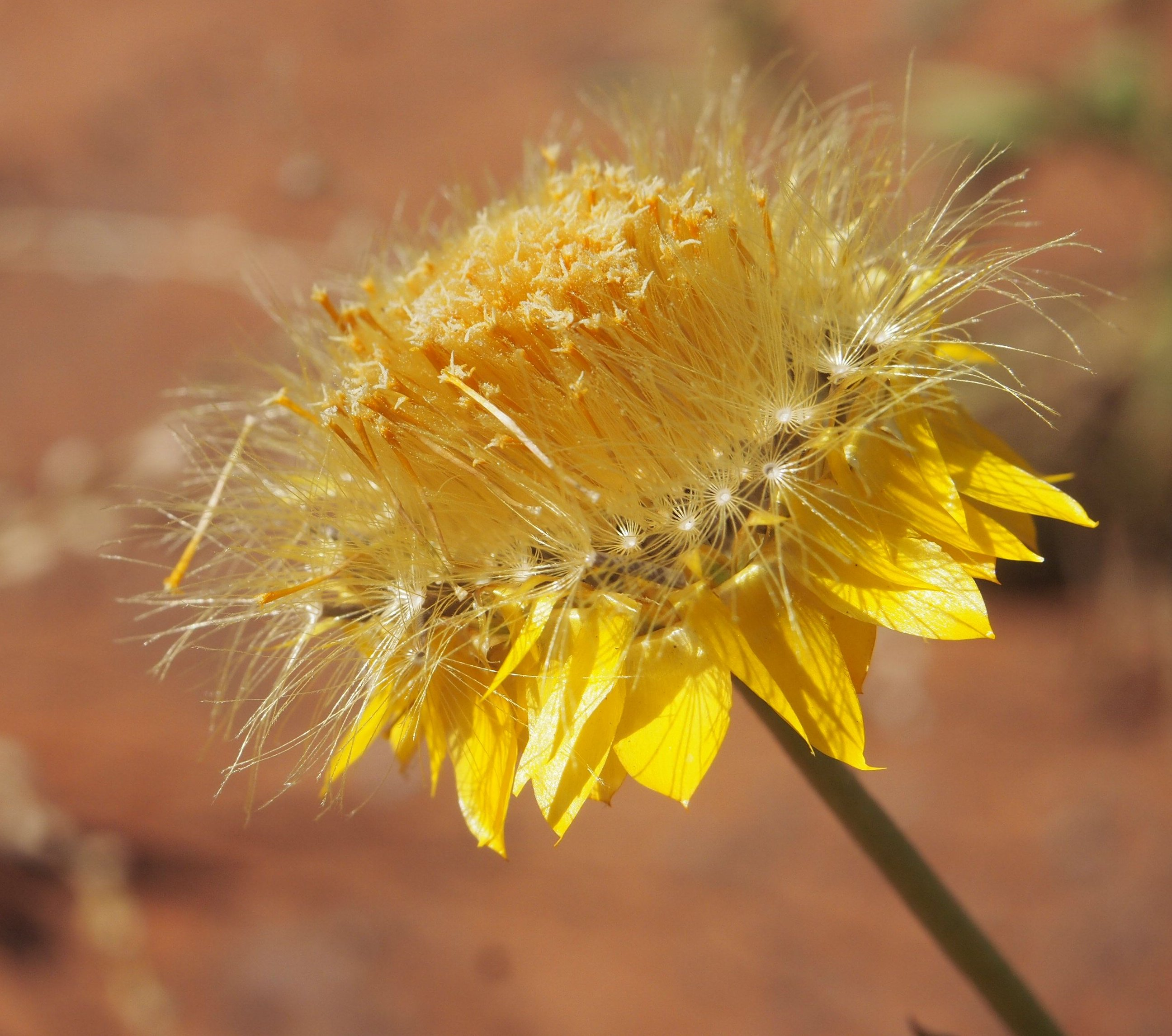
Odkvetlý úbor s ochmýřenými nažkami a žlutými zákrovními listeny

Je to obvykle vytrvalá, při pěstování některých kultivarů i jednoletá bylina, dosahující vzrůstu 40–80 cm. Lodyha je přímá, jednoduchá nebo chudě větvená, nesoucí střídavě kopinaté, obkopinaté nebo eliptické listy, porostlé řídkými chlupy a zespodu mírně lepkavé. Zakončena je obvykle jedním (zřídka několika) květním úborem o průměru zhruba 2––5–7 cm. Jeho terč je tvořen drobnými trubkovitými květy obvykle žluté barvy; uprostřed terče bývají květy oboupohlavné, zatímco po jeho obvodu pouze samičí, se zakrnělými tyčinkami. Okolo terče pak vyrůstají paprsky přeměněných zákrovních listenů, které jsou barevné, suchomázdřité, papírovitě tuhé a svým vzhledem připomínají korunní plátky jazykovitých květů; jejich barva se liší dle kultivaru, může být oranžová, hnědá, fialová, růžová, červená nebo bílá. Ploidie druhu je 2n = 28.

## Rozšíření a ekologie
Tato slaměnka je původním druhem v Austrálii, Tasmánii a na Nové Guineji, kde vyrůstá v široké škále biotopů a půdních podmínek, s výjimkou silně zastíněných lokalit. Coby celosvětově pěstovaný druh v mnoha dalších regionech (Jižní Amerika, Nová Anglie, Indie, většina Evropy) zplaněla. Je to dlouhodenní rostlina, kvetoucí ve své domovině od prosince do září, tedy během vrcholného léta. Květy jsou opylovány hmyzem. Plody jsou hladké hnědé nažky s nažloutlým nebo bělavým chmýrem; šíří se větrem a klíčí nejlépe na otevřených prostranstvích vyčištěných požárem nebo na narušených stanovištích.

## Pěstování
Kulturní pěstování slaměnky listenové se datuje do roku 1791 v Anglii, od poloviny 19. století probíhá intenzivní šlechtění okrasných kultivarů. Lze je pěstovat na záhonech, v okenních truhlících i závěsných mísách. Do zahrady lákají opylující motýly. Dobře se rozmnožují semeny i řízky, nejlépe prospívají na prosluněném chráněném stanovišti v kyselejší, dobře provzdušněné půdě s nízkým obsahem fosforu. Zimní sestříhávání a včasné odstraňování odkvetlých úborů napomáhá bohatšímu růstu a kvetení.
Řezané květiny se používají jednak čerstvé do vázy a do vázaných kytic, jednak sušené do různých suchých vazeb a kompozic. Sušené vydrží pěkné po mnoho let.

## Poznámka
Slaměnka listenová patří v rámci čeledi hvězdnicovitých do její největší podčeledi hvězdnicové (Asteroideae) a tribu Gnaphalieae. Novodobými výzkumy byla s několika dalšími druhy vydělena z široce pojatého rodu Helichrysum (smil). Pro stejný účel jako slaměnky se pěstují i další druhy rostlin, například někteří zástupci rodu smilek (Rhodanthe, nesprávný zahradnický název Helipterum) nebo Ammobium.

## Galerie

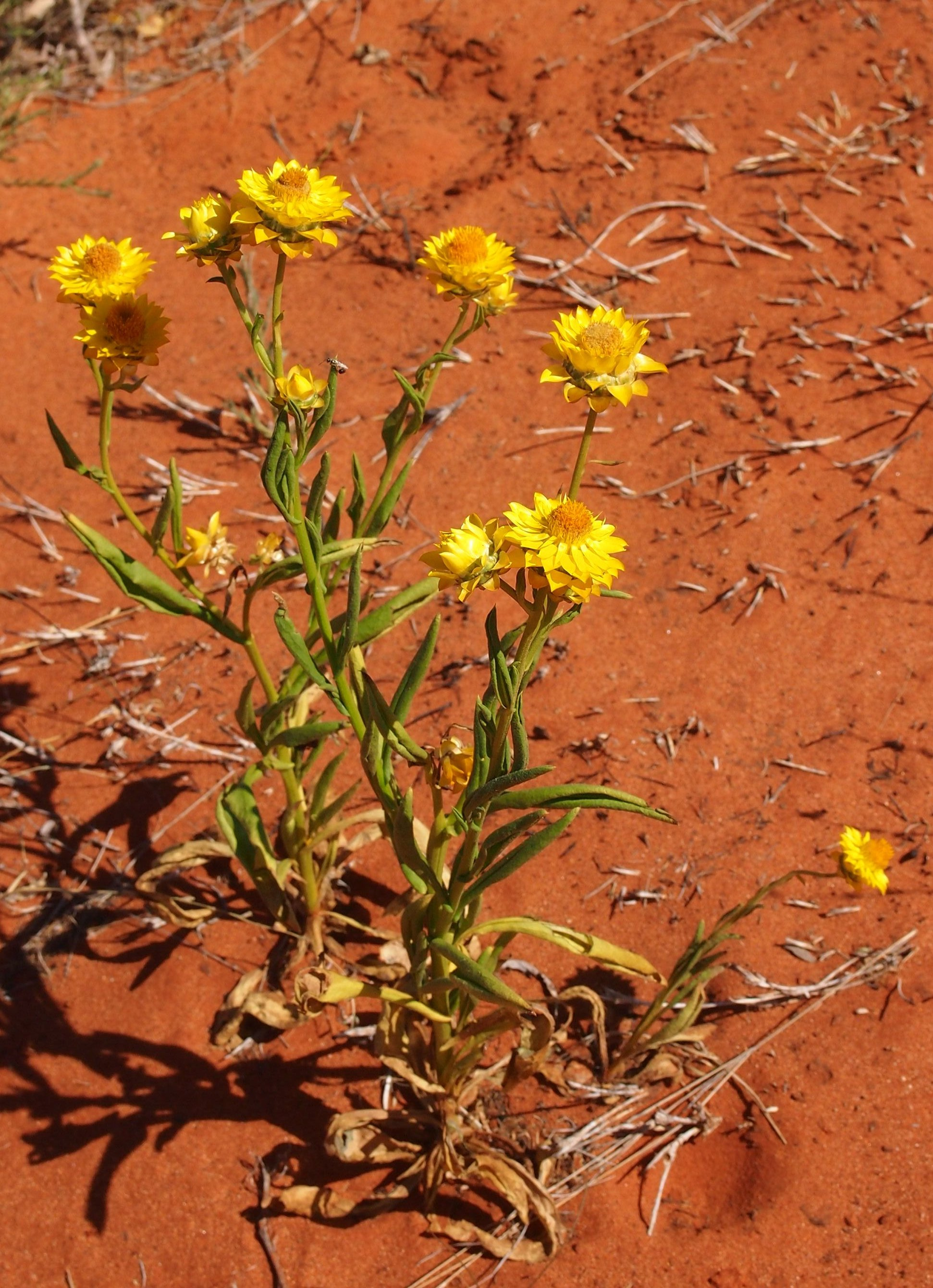
Habitus původního botanického druhu
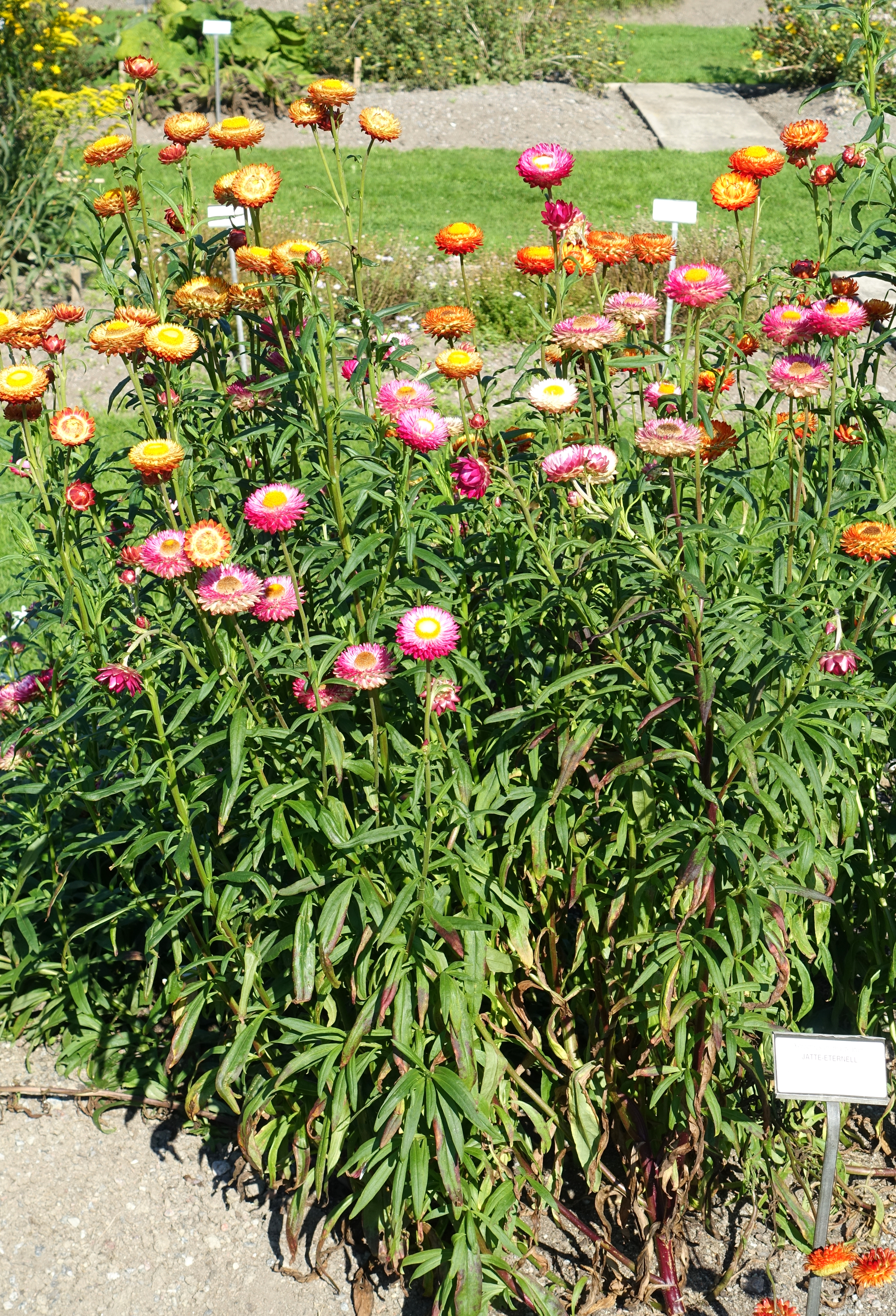
Kulturní slaměnky na záhoně
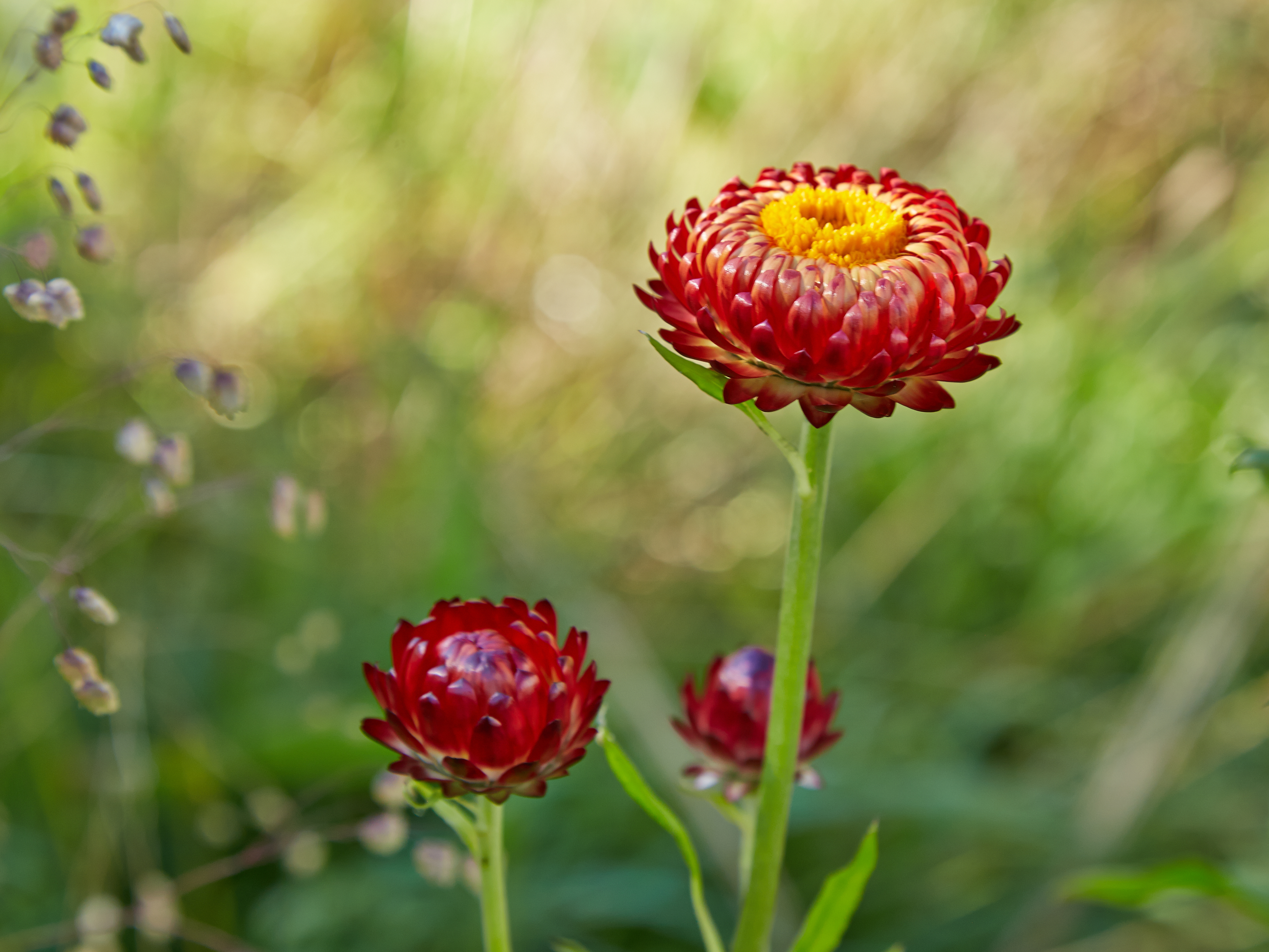
Okrasný kultivar
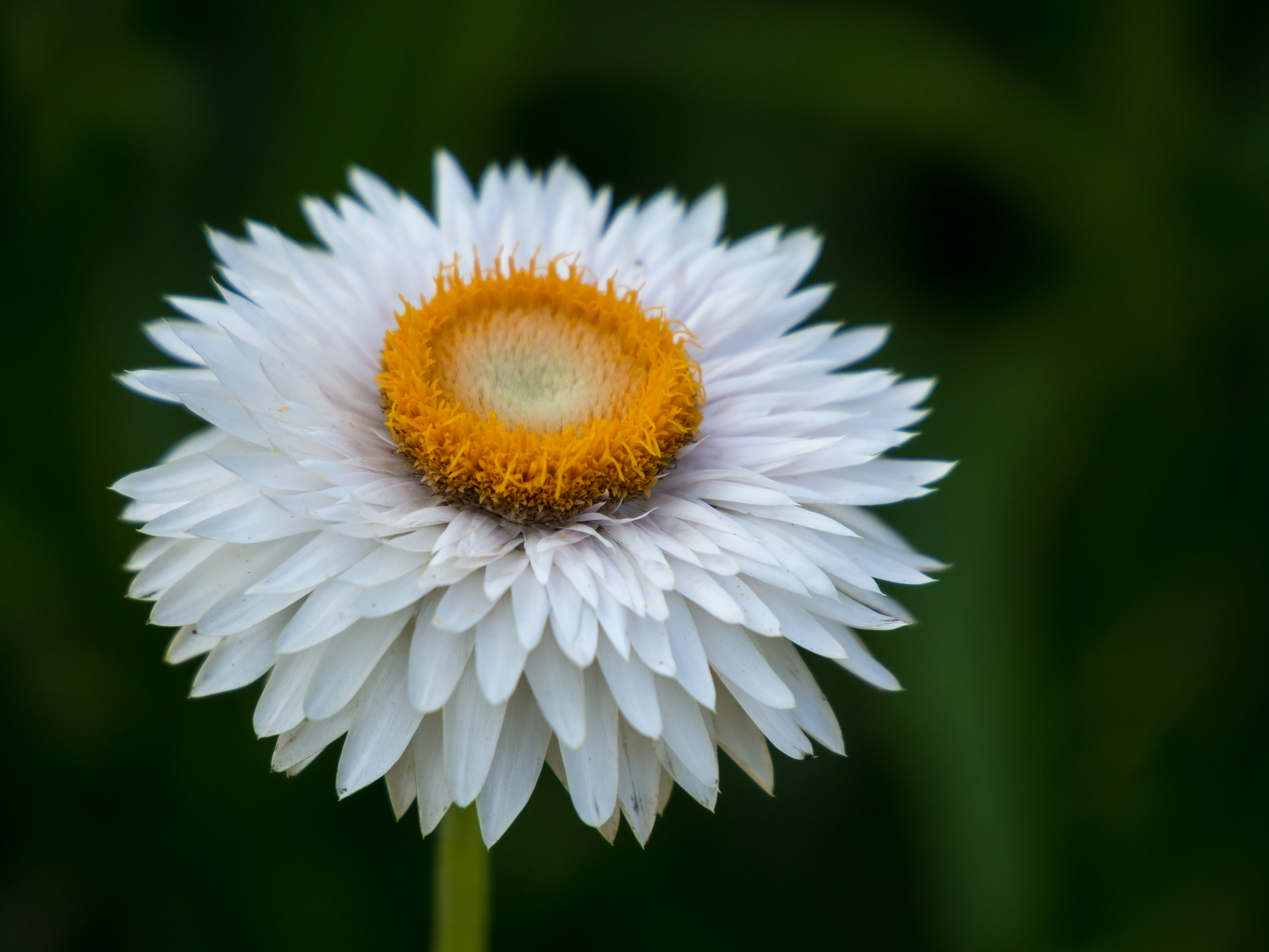
Okrasný kultivar
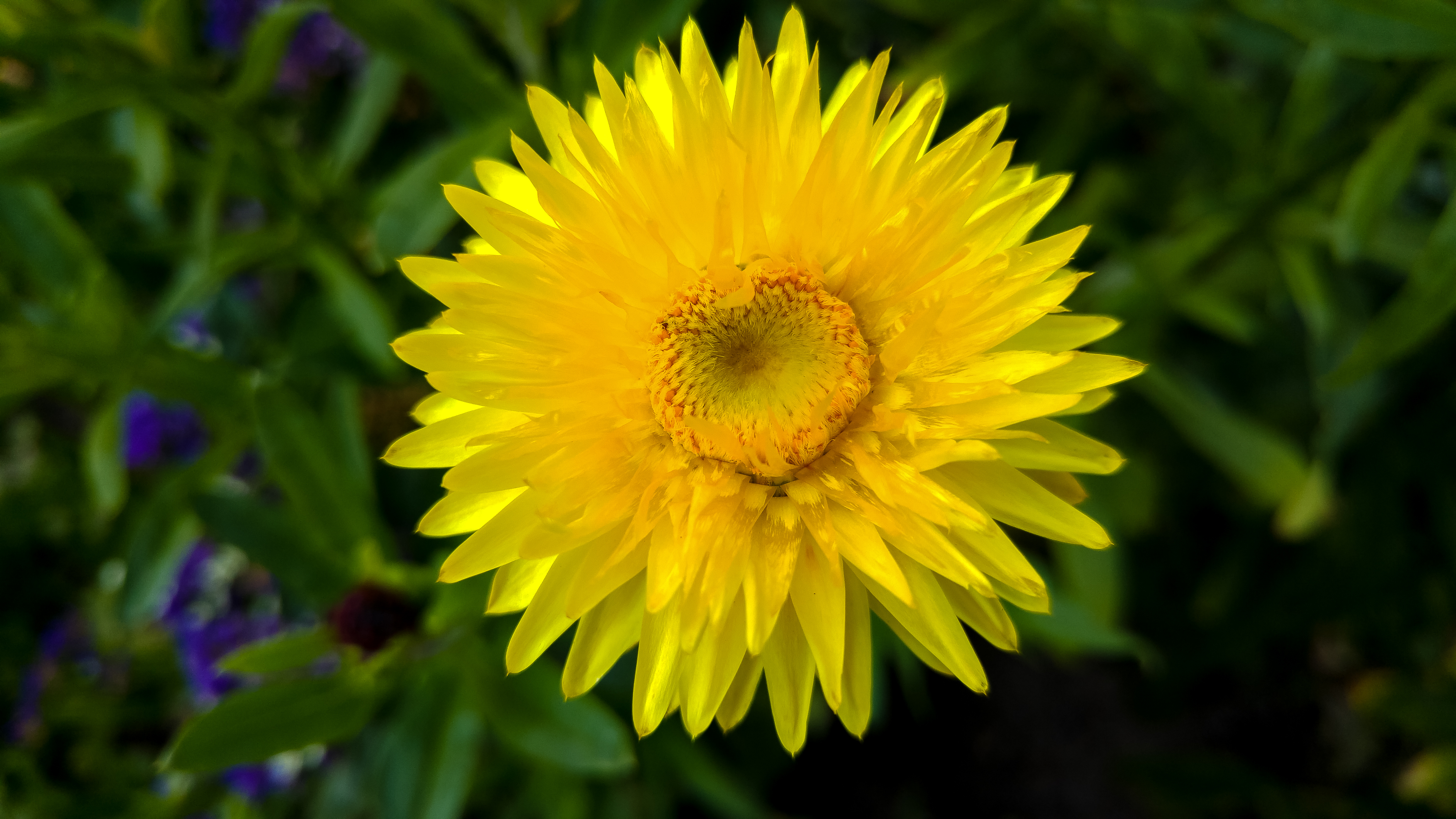
Okrasný kultivar
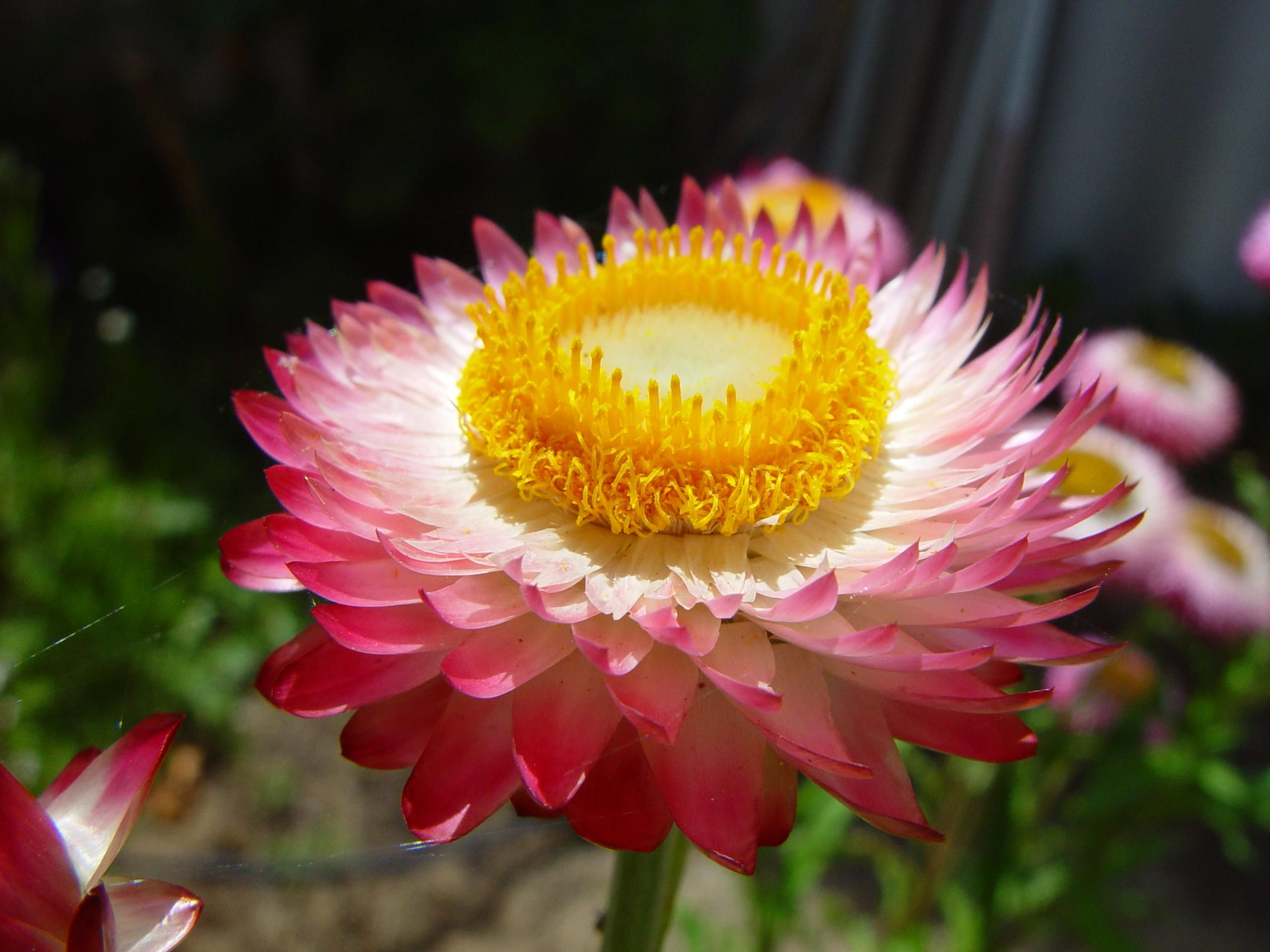
Okrasný kultivar